# Rashid Toha
Rashid Toha Freedon (ur. 9 października 1997 w Adjumani) – południowosudański piłkarz ugandyjskiego pochodzenia grający na pozycji obrońcy w klubie Kenya Police FC.

## Kariera klubowa

### Onduparaka FC
Toha grał w Onduparaka FC w latach 2015–2019. W sezonie 2018/2019 w 13 meczach strzelił dla nich 5 goli.

### Vipers SC
Toha występował w Vipers SC w latach 2019–2021. Rozegrał dla nich 10 meczów nie strzelając żadnego gola. W sezonie 2019/2020 zdobył z nimi mistrzostwo Ugandy, a w sezonie 2020/2021 Puchar Ugandy.

### Arua Hill SC
Toha przeszedł do Arua Hill SC 7 sierpnia 2021. W ich barwach wystąpił 43 razy zdobywając 6 bramek.

### Kenya Police FC
Toha trafił do Kenya Police FC 29 lipca 2023. W sezonie 2023/2024 wygrał z nimi Puchar Kenii.

## Kariera reprezentacyjna
| Mecze i gole w reprezentacji | Mecze i gole w reprezentacji | Mecze i gole w reprezentacji | Mecze i gole w reprezentacji      | Mecze i gole w reprezentacji      | Mecze i gole w reprezentacji | Mecze i gole w reprezentacji | Mecze i gole w reprezentacji              |
| Sudan Południowy             | Sudan Południowy             | Sudan Południowy             | Sudan Południowy                  | Sudan Południowy                  | Sudan Południowy             | Sudan Południowy             | Sudan Południowy                          |
| Lp.                          | Data                         | Miejsce                      | Gospodarz                         | Gość                              | Wynik                        | Gol                          | Rozgrywki                                 |
| ---------------------------- | ---------------------------- | ---------------------------- | --------------------------------- | --------------------------------- | ---------------------------- | ---------------------------- | ----------------------------------------- |
| 1.                           | 06.10.2021                   | Al-Dżadida                   | Sierra Leone                      | Sudan Południowy                  | 1:1                          |                              | Mecz towarzyski                           |
| 2.                           | 12.10.2021                   | Al-Dżadida                   | Gambia                            | Sudan Południowy                  | 2:1                          |                              | Mecz towarzyski                           |
| 3.                           | 27.01.2022                   | Dubaj                        | Uzbekistan                        | Sudan Południowy                  | 3:0                          |                              | Mecz towarzyski                           |
| 4.                           | 31.01.2022                   | Dubaj                        | Jordania                          | Sudan Południowy                  | 2:1                          |                              | Mecz towarzyski                           |
| 5.                           | 23.03.2022                   | Aleksandria                  | Dżibuti                           | Sudan Południowy                  | 2:4                          | Gol                          | Puchar Narodów Afryki 2023 – kwalifikacje |
| 6.                           | 27.03.2022                   | Entebbe                      | Sudan Południowy                  | Dżibuti                           | 1:0                          |                              | Puchar Narodów Afryki 2023 – kwalifikacje |
| 7.                           | 29.05.2022                   | Al-Muhammadijja              | Sudan Południowy                  | Sudan                             | 0:0                          |                              | Mecz towarzyski                           |
| 8.                           | 04.06.2022                   | Thiès                        | Gambia                            | Sudan Południowy                  | 1:0                          |                              | Puchar Narodów Afryki 2023 – kwalifikacje |
| 9.                           | 09.06.2022                   | Entebbe                      | Sudan Południowy                  | Mali                              | 1:3                          |                              | Puchar Narodów Afryki 2023 – kwalifikacje |
| 10.                          | 23.03.2023                   | Brazzaville                  | Kongo                             | Sudan Południowy                  | 1:2                          |                              | Puchar Narodów Afryki 2023 – kwalifikacje |
| 11.                          | 27.03.2023                   | Dar es Salaam                | Sudan Południowy                  | Kongo                             | 0:1                          |                              | Puchar Narodów Afryki 2023 – kwalifikacje |
| 12.                          | 14.06.2023                   | Ismailia                     | Sudan Południowy                  | Gambia                            | 2:3                          |                              | Puchar Narodów Afryki 2023 – kwalifikacje |
| 13.                          | 18.06.2023                   | Kair                         | Egipt                             | Sudan Południowy                  | 3:0                          |                              | Mecz towarzyski                           |
| 14                           | 08.09.2023                   | Bamako                       | Mali                              | Sudan Południowy                  | 4:0                          |                              | Puchar Narodów Afryki 2023 – kwalifikacje |
| 15.                          | 12.09.2023                   | Kisumu                       | Kenia                             | Sudan Południowy                  | 0:1                          |                              | Mecz towarzyski                           |
| 16.                          | 18.11.2023                   | Diamniadio                   | Senegal                           | Sudan Południowy                  | 4:0                          |                              | Mistrzostwa Świata 2026 – eliminacje      |
| 17.                          | 21.11.2023                   | Diamniadio                   | Sudan Południowy                  | Mauretania                        | 0:0                          |                              | Mistrzostwa Świata 2026 – eliminacje      |
| 18.                          | 22.03.2024                   | Barkan                       | Wyspy Świętego Tomasza i Książęca | Sudan Południowy                  | 1:1                          |                              | Puchar Narodów Afryki 2025 – kwalifikacje |
| 19.                          | 26.03.2024                   | Barkan                       | Sudan Południowy                  | Wyspy Świętego Tomasza i Książęca | 0:0                          |                              | Puchar Narodów Afryki 2025 – kwalifikacje |
| 20.                          | 05.06.2024                   | Lomé                         | Togo                              | Sudan Południowy                  | 1:1                          |                              | Mistrzostwa Świata 2026 – eliminacje      |
| 21.                          | 11.06.2024                   | Dżuba                        | Sudan Południowy                  | Sudan                             | 0:3                          |                              | Mistrzostwa Świata 2026 – eliminacje      |